# 伏寿
伏 寿（ふく じゅ）は、後漢最後の皇帝献帝の皇后（廃后）。徐州琅邪郡東武県（現在の山東省濰坊市諸城市）の出身。前漢の伏湛の末裔。父は伏完。生母は盈（姓は不明）。嫡母は劉華（桓帝の娘の陽安公主）。兄は伏徳・伏典ら。姉妹が5人いる。

## 生涯
初平元年（190年）、董卓が献帝を連れ長安に遷った時、貴人（側室）となった。
興平2年（195年）には皇后に立てられた。同年、献帝は洛陽帰還を敢行したが、李傕・郭汜らの追撃を受け、曹陽での戦闘において多数の犠牲者を出した。献帝が夜陰に乗じて黄河を渡ったため、後宮の者たちもそれに従った。このとき伏寿は絹数匹を所持していた。しかし董承は符節令（割符を司る役人）の孫徽を派遣し、剣で脅してこれを奪わせたという。伏寿が安邑に到着した時には衣服は所々で擦り切れ破れており、また粟や棗を食べて飢えを凌がなければいけない有様だった。生き延びた後宮の女性は伏寿と宋都のふたりだけだったという。
建安元年（196年）、献帝は洛陽に到着し宮廷を再興したが、街並みには往時の面影はなく廃墟と化しており、皆飢餓に苦しんだ。その後、曹操が献帝を許に遷した。献帝を奉戴して以降、曹操は諸侯に号令をかけるようになった。また曹操は宮廷での実権をも掌握し、献帝の周りに仕える者らも皆自らの息のかかったものばかりに、揃え代えてしまった。このため議郎の趙彦など、献帝に処世術を献策する者も現れた。しかし、曹操はこれを憎み皆殺害した。また彼のように、内外で曹操によって排除抹殺された者も多数に昇ったという。さらに建安5年（200年）、董承・王子服・种輯らが曹操暗殺計画を企てたが失敗し、彼らとその一族も皆処刑された。この処刑の対象者には、董承の娘で献帝の子を妊娠していた董貴人も含まれていた。
伏寿は、皇帝の子を身籠っている妃でさえ殺す曹操に戦慄し、父に曹操の威圧を伝えて排除を要求した。しかし父はそれを敢行しないまま、建安14年（209年）に死去してしまった。兄の伏典が父の後を継いだが、この件は秘密のまま保持された。ところが建安19年（214年）になってから、伏寿が過去に「曹操暗殺の陰謀」を巡らしていたことが俄かに露見してしまった。曹操は激怒し、献帝に伏寿の「廃后」を要求した。また献帝に「代りの詔書（「策詔」という）」を下し、郗慮に皇后の印綬を接収するよう命じた。さらに、華歆に兵を率いて宮殿に入らせ、皇后の身柄を拘束させた。
伏寿は部屋の中に入り、扉を閉め身を潜めていたが、華歆によって引き摺り出された。一方献帝は、外殿で郗慮を引見していた。伏寿は、裸足のまま髪が乱れた状態で「陛下、また御一緒に過ごすことができますでしょうか」と、泣きながら問うた。これに対し献帝は「朕も、いつまで生きていけるかわからぬ」と答え、続いて郗慮にも「郗公よ、何故このようなことがおきるのか」と嘆息して言った。果たして伏寿は暴室（女官を幽閉する部屋）に幽閉され、そこで死んだという（『曹瞞伝』ではその場で殺害された）。伏寿の産んだ二人の皇子は毒殺され、伏氏の宗族数百人以上も同じく殺害された。また、母らをはじめとする19人は幽州涿郡に追放となった。現在の許昌市には五女冢という墳墓が残っており、伏寿の5人の姉妹が葬られた場所と伝承される。
その後、既に献帝の後宮に入っていた曹節が皇后に立てられた。こうして曹操は、外戚としての宮廷での地位も強化した。伏寿の排斥は、外戚としての権力増大を望む曹操によって、彼女の過去への非難を根拠に起こされた政変だったと考えられる。

## 三国志演義
『三国志演義』では、第66話で伏皇后の曹操暗殺計画の逸話が描かれている。作中で、董承の曹操暗殺計画が失敗すると、伏完と伏寿はその仇を討とうと曹操暗殺を計画する。伏寿が献帝に曹操暗殺を提案すると、「いまの宮廷では数少ない信頼のおける者」として穆順を紹介される。献帝は穆順に曹操暗殺の密詔を託している。穆順は頭髪にそれを隠し運ぼうとするが、密告を受けた曹操の厳重な取り調べの結果、計画を暴露されてしまう。伏寿は撲殺され、伏完とその一族も処刑されるという顛末になっている。
伏完は『後漢書』では209年に死去しており、史実での214年の事件との関与は不明である。また、200年の曹操暗殺計画と214年の曹操暗殺計画の関連性もないと考えられている。
また、『演義』では曹操暗殺計画が何度も企てられは露見してしまうことから、中国では「曹操の話をすると曹操が現れる（「説着曹操、曹操就到」）、「噂をすれば影がさす」の意）」という諺の由来となっている。

## 参考資料
- 『後漢書』皇后紀下
- 『後漢書』献帝紀
- 伏皇后紀